# Iouri Tchoulioukine
Iouri Stepanovitch Tchoulioukine (russe : Ю́рий Степа́нович Чулю́кин), né le 9 novembre 1929 à Moscou (Union soviétique) et mort le 7 mars 1987 à Maputo (Mozambique), est un réalisateur et scénariste soviétique.

## Biographie
Sa mère travaillait comme metteuse en scène au théâtre Bolchoï. Tout au long de sa vie, Tchoulioukine a été hanté par des rumeurs selon lesquelles son véritable père était l'acteur Mikhaïl Astangov, avec lequel il avait une ressemblance frappante. Voici comment Natalia Koustinskaïa, la première épouse de Tchoulioukine, décrit la situation :
« Говорили, что Юра — не сын Степана Чулюкина. Не знаю, но Юра был очень похож на знаменитого актёра Михаила Астангова, у которого моя свекровь училась в ГИТИСе. Однажды мы с Юрой зашли в магазин «Армения» на Тверском бульваре и встретили Михаила Фёдоровича. Чулюкин замер и долго-долго на него смотрел. Одно лицо! Но Юра и свекровь со мной никогда не говорили на эту тему, она была закрыта… »
— Natalia Koustinskaïa

« On disait que Iouri n'était pas le fils de Stepan Tchoulioukine. Je ne sais pas, mais Iouri ressemblait beaucoup au célèbre acteur Mikhaïl Astangov, dont ma belle-mère a suivi les cours à l'Académie russe des arts du théâtre. Un jour, Iouri et moi sommes entrés dans le magasin Armenia sur le boulevard Tverskoï et avons rencontré Mikhaïl Astangov. Tchoulioukine s'est figé et l'a regardé longuement, très longuement. Quel visage ! Mais Iouri et ma belle-mère ne m'ont jamais parlé de ce sujet, c'était tabou..... »
Jusqu'en 1950, il est apprenti artiste au Théâtre académique de la jeunesse de Russie et dirige des œuvres d'art amateur à l'usine moscovite de matériel cinématographique « MosKinAp ». Il suit ensuite les cours de Grigori Alexandrov et Mikhaïl Tchiaoureli de la faculté de réalisation de l'Institut national de la cinématographie, dont il sort diplômé en 1956, et travaille pendant un certain temps pour la télévision (il tourne environ trois douzaines de sketches). En 1958, Tchoulioukine commence à travailler pour Mosfilm.
Son premier long métrage, la comédie Les Irréductibles (ru) (1959), devient l'un des plus grands succès du box-office soviétique (9e place de l'année). L'année de sa sortie, il est visionné par 31,8 millions de personnes. Les jeunes acteurs Nadejda Roumiantseva, Alexeï Kojevnikov (ru), Iouri Nikouline reçoivent une reconnaissance nationale (Youri Belov était déjà connu à l'époque pour un certain nombre de comédies populaires). Pour ce film, le réalisateur et les interprètes des rôles principaux ont été récompensés au Festival du film de l'Union (ru) (VKF).
Deux ans plus tard, il fait jouer l'actrice principale Nadejda Roumiantseva dans sa comédie suivante, Les Filles, qui connaît un succès encore plus grand : avec 34,8 millions de spectateurs, elle devient le 5e film soviétique le plus populaire de 1961 ; pour ce rôle, Roumiantseva est nommée meilleure actrice au Festival international du film de Mar del Plata en 1962 et Tchoulioukine se voit décerner des diplômes d'honneur aux festivals internationaux du film d'Édimbourg et de Cannes.
La comédie de 1966 La Régate royale (ru), avec sa femme Natalia Koustinskouïa, n'est plus très populaire. Au fil du temps, il s'est tourné vers le cinéma pour enfants et le cinéma militaro-historique, travaillant beaucoup en tant que scénariste, réalisateur et directeur artistique. Il a participé à la création d'un certain nombre de films en Ossétie du Nord avec la société Alania (ru) (Jizn, stavchaïa leguéndoï, Kostry na bachniakh, Moujskoïe samolioubie et d'autres).
Depuis 1982, il enseigne également à l'Institut national de la cinématographie. Il a joué dans plusieurs films en tant qu'acteur.
Iouri Tchoulioukine est mort à Maputo dans l'état africain du Mozambique le 7 mars 1987, alors qu'il participait à la Semaine du film soviétique. Les circonstances de sa mort sont encore inconnues. Selon une version, il serait tombé par inadvertance dans la cage de l'ascenseur de l'hôtel. Dans l'émission Segodnia vetcherom en mars 2014, l'une des actrices jouant dans le film Les Filles (Inna Makarova) a affirmé que la cause de sa mort était un meurtre : « Dans l'hôtel à l'ascenseur, il s'est levé pour défendre l'actrice soviétique Irina Chevtchouk (ru) (une autre participante de la semaine du cinéma soviétique, qui aurait été l'objet d'attouchements). Je pense que, pour des raisons politiques, il n'y a pas eu d'enquête ».
Il est enterré à Moscou au cimetière de Kountsevo.

## Filmographie
- 1955 : La Fumée dans la forêt (ru) (Дым в лесу) — court métrage de fin d'études
- 1959 : Les Irréductibles (ru) ou Pas de précipitation (Неподдающиеся)
- 1961 : Les Filles (Девчата)
- 1966 : La Régate royale (ru) (Королевская регата)
- 1969 : Le Roi du manège (Король манежа)
- 1973 : Et là-bas, au bord de l'Océan Pacifique… (ru) (И на Тихом океане...)
- 1975 : Le Soldat de la patrie (ru) (Родины солдат)
- 1978 : Parlons, frère (ru) (Поговорим, брат…)
- 1982 : Je ne veux pas grandir (ru) (Не хочу быть взрослым)
- 1986 : Comment devenir heureux (ru) (Как стать счастливым)